# Svenska-Dagbladet-Goldmedaille
Die Svenska-Dagbladet-Goldmedaille (schwed.: Svenska Dagbladets guldmedalj), oft auch Bragdguldet genannt, ist eine jährlich in Schweden verliehene Auszeichnung.
Sie wird seit 1925 jedes Jahr von der Tageszeitung Svenska Dagbladet für die beste Leistung eines schwedischen Sportlers verliehen. Gemäß Statuten kann die Medaille im November oder Dezember einer Einzelperson oder einer Mannschaft überreicht werden. Ein Einzelsportler kann nicht mehr als zwei Medaillen erhalten. Bisher fünf Sportler erhielten die Medaille jeweils zweimal: Ingemar Stenmark, Björn Borg, Anja Pärson, Sarah Sjöström und Armand Duplantis.
In Finnland gibt es mit Finlandssvenska bragdmedaljen seit 1935 eine entsprechende Auszeichnung. 

## Liste der Medaillengewinner
| Jahr | Medaillengewinner                                                                                           | Sportart                       |
| ---- | --- | ------------------------------ |
| 2024 | Armand Duplantis                                                                                            | Stabhochsprung                 |
| 2023 | Daniel Ståhl                                                                                                | Diskuswurf                     |
| 2022 | Nils van der Poel                                                                                           | Eisschnelllauf                 |
| 2021 | Olympiamannschaft im Springreiten (Malin Baryard-Johnsson, Peder Fredricson, Henrik von Eckermann)          | Reitsport                      |
| 2020 | Armand Duplantis                                                                                            | Stabhochsprung                 |
| 2019 | Tove Alexandersson                                                                                          | Orientierungslauf              |
| 2018 | Hanna Öberg                                                                                                 | Biathlon                       |
| 2017 | Sarah Sjöström                                                                                              | Schwimmen                      |
| 2016 | Henrik Stenson                                                                                              | Golf                           |
| 2015 | Sarah Sjöström                                                                                              | Schwimmen                      |
| 2014 | Olympia-Skilanglauf-Staffel der Frauen (Ida Ingemarsdotter, Emma Wikén, Anna Haag, Charlotte Kalla)         | Skilanglauf                    |
| 2013 | Johan Olsson                                                                                                | Skilanglauf                    |
| 2012 | Lisa Nordén                                                                                                 | Triathlon                      |
| 2011 | Therese Alshammar                                                                                           | Schwimmen                      |
| 2010 | Olympia-Skilanglauf-Staffel der Männer (Marcus Hellner, Johan Olsson, Daniel Richardsson, Anders Södergren) | Skilanglauf                    |
| 2009 | Helena Ekholm                                                                                               | Biathlon                       |
| 2008 | Jonas Jacobsson                                                                                             | Sportschießen                  |
| 2007 | Anja Pärson                                                                                                 | Ski Alpin                      |
| 2006 | Anja Pärson                                                                                                 | Ski Alpin                      |
| 2005 | Kajsa Bergqvist                                                                                             | Leichtathletik                 |
| 2004 | Stefan Holm                                                                                                 | Leichtathletik                 |
| 2003 | Carolina Klüft                                                                                              | Leichtathletik                 |
| 2002 | Susanne Ljungskog                                                                                           | Radsport                       |
| 2001 | Per Elofsson                                                                                                | Skilanglauf                    |
| 2000 | Lars Frölander                                                                                              | Schwimmen                      |
| 1999 | Tony Rickardsson                                                                                            | Speedway                       |
| 1998 | Männer-Handballnationalmannschaft                                                                           | Handball                       |
| 1997 | Ludmila Engquist                                                                                            | Leichtathletik                 |
| 1996 | Agneta Andersson Susanne Gunnarsson                                                                         | Kanu                           |
| 1995 | Annika Sörenstam                                                                                            | Golf                           |
| 1994 | Fußballnationalmannschaft                                                                                   | Fußball                        |
| 1993 | Torgny Mogren                                                                                               | Skilanglauf                    |
| 1992 | Jan-Ove Waldner                                                                                             | Tischtennis                    |
| 1991 | Pernilla Wiberg                                                                                             | Ski Alpin                      |
| 1990 | Stefan Edberg                                                                                               | Tennis                         |
| 1989 | Tischtennisnationalmannschaft                                                                               | Tischtennis                    |
| 1988 | Tomas Gustafson                                                                                             | Eisschnelllauf                 |
| 1987 | Eishockeynationalmannschaft Marie-Helene Westin                                                             | Eishockey Skilanglauf          |
| 1986 | Tomas Johansson                                                                                             | Ringen                         |
| 1985 | Patrik Sjöberg                                                                                              | Leichtathletik                 |
| 1984 | Gunde Svan                                                                                                  | Skilanglauf                    |
| 1983 | Håkan Carlqvist                                                                                             | Motocross                      |
| 1982 | Mats Wilander                                                                                               | Tennis                         |
| 1981 | Annichen Kringstad                                                                                          | Orientierungslauf              |
| 1980 | Thomas Wassberg                                                                                             | Skilanglauf                    |
| 1979 | Malmö FF | Fußball                        |
| 1978 | Björn Borg Ingemar Stenmark                                                                                 | Tennis Ski Alpin               |
| 1977 | Frank Andersson                                                                                             | Ringen                         |
| 1976 | Anders Gärderud Bernt Johansson                                                                             | Leichtathletik Radsport        |
| 1975 | Ingemar Stenmark                                                                                            | Ski Alpin                      |
| 1974 | Björn Borg                                                                                                  | Tennis                         |
| 1973 | Rolf Edling                                                                                                 | Fechten                        |
| 1972 | Ulrika Knape                                                                                                | Wasserspringen                 |
| 1971 | Stellan Bengtsson                                                                                           | Tischtennis                    |
| 1970 | Gunnar Larsson                                                                                              | Schwimmen                      |
| 1969 | Ove Kindvall                                                                                                | Fußball                        |
| 1968 | Toini Gustafsson                                                                                            | Skilanglauf                    |
| 1967 | Fåglum-Brüder: Erik Pettersson Gösta Pettersson Sture Pettersson Tomas Pettersson                           | Radsport                       |
| 1966 | Kurt Johansson                                                                                              | Sportschießen                  |
| 1965 | Kjell Johansson                                                                                             | Tischtennis                    |
| 1964 | Rolf Peterson                                                                                               | Kanu                           |
| 1963 | Jonny Nilsson                                                                                               | Eisschnelllauf                 |
| 1962 | Assar Rönnlund                                                                                              | Skilanglauf                    |
| 1961 | Ove Fundin Sten Lundin                                                                                      | Speedway Motocross             |
| 1960 | Jane Cederqvist                                                                                             | Schwimmen                      |
| 1959 | Agne Simonsson                                                                                              | Fußball                        |
| 1958 | Richard Dahl                                                                                                | Leichtathletik                 |
| 1957 | Dan Waern                                                                                                   | Leichtathletik                 |
| 1956 | Lars Hall Sixten Jernberg                                                                                   | Moderner Fünfkampf Skilanglauf |
| 1955 | Sigvard Ericsson                                                                                            | Eisschnelllauf                 |
| 1954 | Bengt Nilsson                                                                                               | Leichtathletik                 |
| 1953 | Bertil Antonsson                                                                                            | Ringen                         |
| 1952 | Valter Nyström                                                                                              | Leichtathletik                 |
| 1951 | Rune Larsson                                                                                                | Leichtathletik                 |
| 1950 | Lennart Bergelin                                                                                            | Tennis                         |
| 1949 | Gert Fredriksson                                                                                            | Kanu                           |
| 1948 | William Grut                                                                                                | Moderner Fünfkampf             |
| 1947 | Gösta Frändfors                                                                                             | Ringen                         |
| 1946 | Arvid Andersson                                                                                             | Gewichtheben                   |
| 1945 | Claes Egnell                                                                                                | Moderner Fünfkampf             |
| 1944 | Nils Karlsson                                                                                               | Skilanglauf                    |
| 1943 | Arne Andersson                                                                                              | Leichtathletik                 |
| 1942 | Gunder Hägg                                                                                                 | Leichtathletik                 |
| 1941 | Alfred Dahlqvist                                                                                            | Skilanglauf                    |
| 1940 | Henry Kälarne Håkan Lidman                                                                                  | Leichtathletik                 |
| 1939 | Sven Selånger                                                                                               | Skispringen                    |
| 1938 | Björn Borg                                                                                                  | Schwimmen                      |
| 1937 | Torsten Ullman                                                                                              | Sportschießen                  |
| 1936 | Erik Larsson                                                                                                | Skilanglauf                    |
| 1935 | Hans Drakenberg                                                                                             | Fechten                        |
| 1934 | Harald Andersson                                                                                            | Leichtathletik                 |
| 1933 | Sven Säfwenberg                                                                                             | Bandy                          |
| 1932 | Ivar Johansson                                                                                              | Ringen                         |
| 1931 | Sven Rydell                                                                                                 | Fußball                        |
| 1930 | Johan Richthoff                                                                                             | Ringen                         |
| 1929 | Gillis Grafström Sven Utterström                                                                            | Eiskunstlauf Skilanglauf       |
| 1928 | Per-Erik Hedlund                                                                                            | Skilanglauf                    |
| 1927 | Sven Salén                                                                                                  | Segeln                         |
| 1926 | Arne Borg Edwin Wide                                                                                        | Schwimmen Leichtathletik       |
| 1925 | Sten Pettersson                                                                                             | Leichtathletik                 |